# Pedro Alvarez (baseball)
Pour les articles homonymes, voir Pedro Alvarez et Alvarez.
Pedro Manuel Alvarez (né le 6 février 1987 à Saint-Domingue en République dominicaine) est un joueur de baseball qui a joué en Ligue majeure de baseball de 2010 à 2018. 
De 2010 à 2015, il évolue pour les Pirates de Pittsburgh, d'abord comme joueur de troisième but, ensuite comme joueur de premier but de la Ligue majeure de baseball. En 2013, il mène la Ligue nationale avec 36 coups de circuit, représente les Pirates au match des étoiles et reçoit le Bâton d'argent du meilleur joueur de troisième but offensif de la ligue. De 2016 à 2018, il évolue pour les Orioles de Baltimore.

## Carrière scolaire et universitaire
Après des études secondaires à la Horace Mann High School de New York (New York), Pedro Alvarez est repêché le 7 juin 2005 par les Red Sox de Boston au 14e tour de sélection. Il repousse l'offre et suit des études supérieures à l'université Vanderbilt où il porte les couleurs des Commodores de 2006 à 2008.

## Équipe nationale des États-Unis
Né en République dominicaine, Alvarez arrive aux États-Unis avec sa famille alors qu'il n'est âgé que d'un an et grandit à Manhattan. Il représente par conséquent les États-Unis lors de tournois internationaux. Sélectionné en équipe des États-Unis, Alvarez remporte avec cette formation la médaille d'argent lors des Jeux panaméricains 2007. International américain, il remporte la Coupe du monde de baseball 2009 avec l'équipe des États-Unis.

## Carrière professionnelle

### Pirates de Pittsburgh

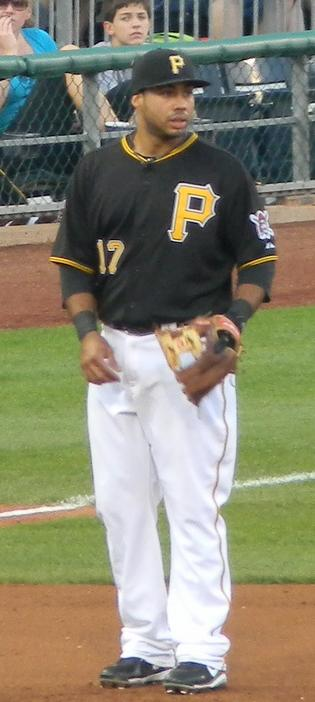
Pedro Alvarez à son 3e match dans le baseball majeur le 18 juin 2010.

Alvarez rejoint les rangs professionnels à l'issue du repêchage amateur du 5 juin 2008 par les Pirates de Pittsburgh au premier tour de sélection (deuxième choix). Il perçoit un bonus de six millions de dollars à la signature de son premier contrat professionnel le 24 septembre 2008. En 2009, il est nommé meilleur joueur des ligues mineures appartenant aux Pirates.
Alvarez passe deux saisons en ligues mineures avant d'effectuer ses débuts en Ligue majeure le 16 juin 2010. Il obtient son premier coup sûr en carrière contre David Huff des Indians de Cleveland le 19 juin et claque le 3 juillet son premier coup de circuit, aux dépens de Kyle Kendrick des Phillies de Philadelphie. Il termine sa saison recrue avec 16 circuits et 64 points produits en 95 rencontres. Sa moyenne au bâton s'élève à, 256.
En 2011, la moyenne au bâton d'Alvarez chute à, 191 seulement. Il réussit quatre circuits et produit 19 points en 74 parties.

#### Saison 2012
Le 19 août 2012 à Saint-Louis, son circuit en 19e manche donne les devants aux Pirates qui l'emportent 6-3 sur les Cardinals dans le plus long match de la saison 2012.
Il dispute 149 matchs des Pirates en 2012 et termine la saison avec 30 circuits, un de moins que le meneur de l'équipe, Andrew McCutchen, et 85 points produits. Sa moyenne au bâton s'élève à, 244 et il est retiré 180 fois sur des prises.

#### Saison 2013
En 2013, Alvarez honore sa première sélection au match des étoiles et s'impose comme un frappeur de puissance typique : beaucoup de coups de circuit, mais aussi beaucoup de retraits sur des prises et une faible moyenne de présence sur les buts. Il claque 36 coups de circuit, un sommet dans la Ligue nationale, à égalité avec Paul Goldschmidt des Diamondbacks de l'Arizona. Ses 100 points produits sont un sommet dans l'équipe cette année-là et un record personnel. En revanche, les 180 retraits sur des prises dont il est victime est le plus haut total de la Ligue nationale et sa moyenne de présence sur les buts passe de, 317 en 2012 à seulement, 296 en 2013. Il aide Pittsburgh à participer aux séries éliminatoires pour la première fois en 21 ans et est un des meilleurs joueurs de son équipe en parties d'après-saison. Il établit un record des majeures en récoltant au moins un point produit dans chacun de ses 6 premiers matchs éliminatoires en carrière. Dans ses 6 matchs, Alvarez compte 6 coups sûrs dont 3 circuits et un double, 6 points produits et 2 buts-sur-balles.

#### Saison 2014

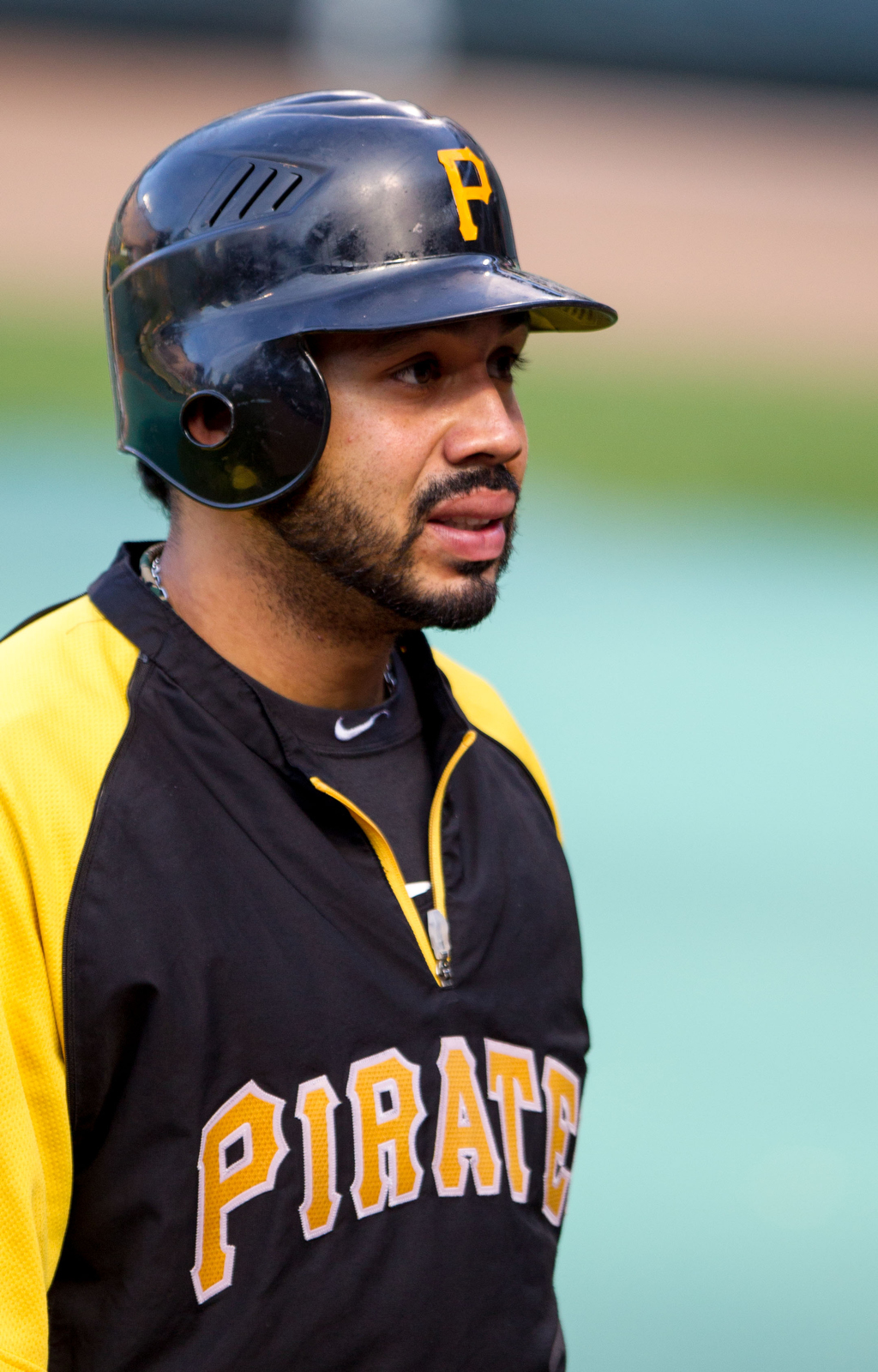
Pedro Alvarez en 2012 avec les Pirates de Pittsburgh.

Alvarez connaît une décevante saison 2014 où ses lacunes défensives en font un véritable casse-tête pour les Pirates : coupable d'un trop grand nombre de relais hors cible, il perd le poste de joueur de troisième but, qui est donné à Josh Harrison, pour ensuite jouer au premier but jusqu'à ce qu'une blessure mette un terme à sa campagne à la fin août. Il commet 25 erreurs au troisième but, pour un total de 110 en 5 saisons, en plus d'en commettre 4 autres en seulement 5 matchs joués au premier coussin. Avec 79 erreurs au troisième but en 3 saisons, c'est la 3e année de suite qu'Alvarez mène les majeures pour les erreurs, toutes positions confondues,,. 
À l'attaque, sa contribution chute à 18 circuits et 58 points produits en 122 matchs joués en 2014 et il frappe pour, 231 de moyenne au bâton.

#### Saison 2015
Joueur de premier but des Pirates en 2015, Alvarez frappe 27 circuits et produit 77 points en 150 matchs joués, en plus de hausser sa moyenne au bâton à, 243. Après une saison où ses lacunes défensives nuisent une fois de plus aux Pirates, le club décide de couper les ponts le 2 décembre 2015, après avoir tenté sans succès de l'échanger.

### Orioles de Baltimore
Le 10 mars 2016, Alvarez signe avec les Orioles de Baltimore un contrat de 5,75 millions de dollars pour une saison. Les lacunes défensives flagrantes à Pittsburgh font alors d'Alvarez un candidat de choix pour le poste de frappeur désigné des Orioles.

## Statistiques
| Saison | Équipe     | G  | AB  | R  | H  | 2B | 3B | HR | RBI | SB | BA   |
| ------ | ---------- | -- | --- | -- | -- | -- | -- | -- | --- | -- | ---- |
| 2010   | Pittsburgh | 95 | 347 | 42 | 89 | 21 | 1  | 16 | 64  | 0  | .256 |
| Totaux | Totaux     | 95 | 347 | 42 | 89 | 21 | 1  | 16 | 64  | 0  | .256 |

Note : G = Matches joués ; AB = Passages au bâton; R = Points ; H = Coups sûrs ; 2B = Doubles ; 3B = Triples ; 
HR = Coup de circuit ; RBI = Points produits ; SB = Buts volés ; BA = Moyenne au bâton.